# Rezerwat przyrody Pieńki Rzewińskie
Rezerwat przyrody Pieńki Rzewińskie – leśny rezerwat przyrody położony na terenie gminy Baboszewo w powiecie płońskim (województwo mazowieckie).

## Powołanie
Obszar chroniony utworzony został 17 kwietnia 2025 r. na podstawie Zarządzenia Regionalnego Dyrektora Ochrony Środowiska w Warszawie z dnia 31 marca 2025 r. w sprawie uznania za rezerwat przyrody Pieńki Rzewińskie (Dz. Urz. Woj. Mazowieckiego z 2025 r., poz. 3373). Powstał w ramach inicjatywy „100 rezerwatów na 100-lecie Lasów Państwowych”.

## Położenie
Rezerwat ma 44,16 ha powierzchni, a jego otulina – 347,76 ha. Obszar chroniony znajduje się w obrębie ewidencyjnym Pieńki Rzewińskie, w pobliżu zabudowań tej miejscowości i Pawłowa. Pod względem fizycznogeograficznym znajduje się na Równinie Raciąskiej, a pod kątem organizacji lasów – w leśnictwie Kiełki nadleśnictwa Płońsk, w kompleksie leśnym Kiełki. Rezerwat leży w granicach Nadwkrzańskiego Obszaru Chronionego Krajobrazu, a w jego granicach znajdują się dwa niewielkie użytki ekologiczne.

## Charakterystyka
Celem ochrony rezerwatowej jest „zachowanie grądów i lęgów o cechach zbiorowisk naturalnych”. Ze względu na dominujący przedmiot ochrony typ obszaru chronionego określono jako fitocenotyczny, a podtyp – zbiorowisk leśnych, natomiast ze względu na główny typ ekosystemu typ określono jako leśny i borowy, a podtyp – lasów mieszanych nizinnych.
Rezerwat tworzą grądy środkowoeuropejski i subkontynentalny oraz łęgi olszowo-jesionowe o cechach zbliżonych do naturalnych, a także lasy wilgotne. Występują tu cenne dęby, jesiony i olsze w wieku od 90 do 152 lat. Stwierdzono tu 20 gatunków ptaków, w tym chronionego dzięcioła czarnego, i 9 gatunków ssaków w tym łosia, bobra europejskiego i borsuka.
Według stanu na sierpień 2025 rezerwat nie ma wyznaczonego planu ochrony ani zadań ochronnych. Za główne zagrożenia uznano potencjalną działalność człowieka w zagospodarowaniu przestrzennym okolicy, przed czym ma chronić otulina.